# 堀船
堀船（日语：／ Horifune */?）是東京都北區的町名。現行行政地名為堀船一丁目至堀船四丁目。已實施住居表示。

## 地理
位於東京都北區東南部東端，東北與足立區宮城之間與隅田川為界，東南接荒川區西尾久，南連上中里與榮町，西與王子間以石神井川為界，北與豐島間以石神井川為界。明治通由西北往東南通過町內。町域內多為住宅區與中小工廠。過去此地是麒麟啤酒東京都內唯一生產據點東京工場所在地，但在1998年8月關閉。該工廠用地的前身是1957年東洋紡織王子工場，現為讀賣新聞、朝日新聞、日刊體育等3社的新聞印刷工場與日本製紙新聞用紙保管倉庫。

## 歷史
1889年（明治22年）町村制施行時，此地屬北豐島郡王子村（1908年町制施行後為王子町）大字「堀之內」（ほりのうち）與大字「船方」（ふなかた）。王子町在1932年（昭和7年）編入東京市後，大字堀之內成立堀船一丁目，大字船方成立堀船二丁目。1947年（昭和22年），王子區與瀧野川區合併成立北區。1956年（昭和31年）町名整理，堀船一丁目、二丁目重編為堀船一丁目～四丁目。
1964年（昭和39年）實施住居表示，為現行的堀船一丁目～四丁目。

### 地名由來
來自大字時代的「堀之內」與「船方」。但町名讀音「ほりふね」不同於町內堀船小學校與堀船中學校的念法「ほりふな」。

## 交通

### 鐵道
町域南端有都電荒川線通過，但町內無車站，可利用以下車站：
- JR東日本京濱東北線、東京地下鐵南北線王子站，東京都交通局、都電荒川線王子站前停留場與梶原停留場。

### 道路
- 首都高速中央環狀線
- 東京都道306號王子千住南砂町線（日语：東京都道306号王子千住南砂町線）（明治通）

## 設施
- 北區立堀船小學校（二丁目）
- 北區立堀船中學校（二丁目）
- 北堀船郵便局（二丁目）
- 王子自動車學校（二丁目）
- 延命寺
- 福性寺
- 船方神社
- 白山神社

## 備註
1. ↑  人口統計表（平成26年08月1日現在） 的存檔，存档日期2014-08-19.